# Pokosnice

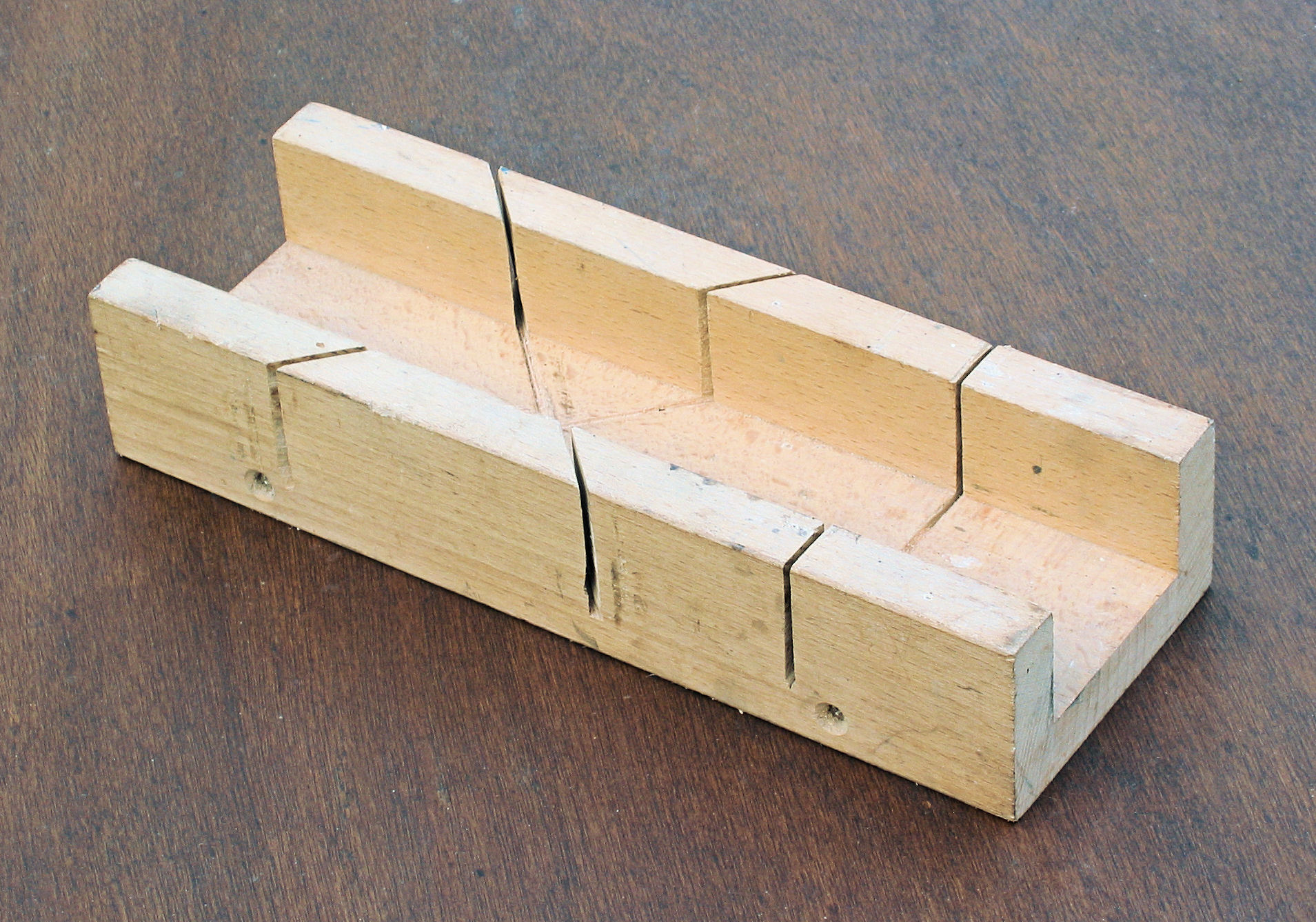
Pokosnice

Pokosnice (pokosník) je truhlářská pomůcka, která umožňuje ruční řezání dlouhých profilů (lišt) pod přesným úhlem - obvykle 90° a 45°.
Pokosnice může být oboustranná nebo jednostranná. Oboustranná pokosnice má tvar žlabu, jednostranná má tvar hranolu s polodrážkou. Boční stěny pokosnice (respektive jedna stěna u jednostranné pokosnice) mají zářezy pro vedení pily pod stanoveným úhlem. 
Do žlabu či polodrážky se vkládá řezaný profil tak, aby byl veden v ose pokosnice. List pily (s pokud možno jemným ozubem) se vsune do zářezů v bocích pokosnice, které odpovídají požadovanému úhlu řezu. Pila je pak vedena těmito zářezy, což eliminuje nepřesnosti běžného ručního  řezání.